# Chương trình trao đổi văn hóa Hoa Kỳ
Các chương trình trao đổi văn hóa Hoa Kỳ, đặc biệt là các chương trình có mối quan hệ với Cục Văn hóa và Giáo dục (ECA) của Bộ Ngoại giao Hoa Kỳ, tìm cách phát triển sự hiểu biết văn hóa giữa  công dân Hoa Kỳ và công dân của các quốc gia khác.  Các chương trình trao đổi không nhất thiết phải trao đổi một cá nhân cho một cá nhân khác của một quốc gia khác; đúng hơn, "trao đổi" đề cập đến sự trao đổi hiểu biết văn hóa được tạo ra khi một cá nhân đi đến một quốc gia khác. Các chương trình này có thể được coi là một hình thức ngoại giao văn hóa trong phạm vi ngoại giao công chúng. Các chương trình trao đổi đóng một vai trò quan trọng trong mối quan hệ chính thức và không chính thức giữa Liên Xô và Hoa Kỳ trong Chiến tranh lạnh. Ví dụ về các chương trình trao đổi văn hóa bao gồm chương trình trao đổi sinh viên, trao đổi thể thao, và trao đổi học thuật hoặc chuyên nghiệp, trong số nhiều người khác. Trong khi nhiều chương trình trao đổi được tài trợ bởi chính phủ, nhiều chương trình khác là các tổ chức khu vực tư nhân, phi lợi nhuận hoặc vì lợi nhuận.

## Lịch sử chương trình văn hóa Hoa Kỳ
Một trong những trao đổi văn hóa sớm nhất được coi là một phần của Ngoại giao công chúng Hoa Kỳ xảy ra khi Nelson Rockefeller, được đặt tên là điều phối viên của các vấn đề thương mại và văn hóa cho Cộng hòa Mỹ, khuyến khích các nhà báo từ Mỹ Latinh đến thăm Hoa Kỳ vào năm 1940 như một phần của trao đổi chương trình chương trình với Mỹ Latinh. Các nhạc sĩ hàng đầu trong khu vực sau đó đã được mời trong thập kỷ tới các phòng phát sóng của CBS tại Thành phố New York để biểu diễn trên chương trình radio  Viva America  cho Bộ Ngoại giao Văn phòng Điều phối Quan hệ Thương mại và Văn hóa (OCCCRebar) và Văn phòng Điều phối viên các vấn đề liên Mỹ.